# Temporada 2004-2005 del Club Joventut Badalona
La temporada 2004-2005 va ser la 66a temporada en actiu del Club Joventut Badalona des que va començar a competir de manera oficial. La Penya va disputar la seva 49a temporada a la màxima categoria del bàsquet espanyol. Va acabar la fase regular en la 7a posició, classificant-se per a disputar els play-offs pel títol, millorant lleugerament la posició aconseguida a la temporada anterior. Aquesta temporada va competir a totes les competicions possibles, incloent la Copa ULEB.

## Resultats
Copa ULEB
El DKV Joventut es va classificar per a vuitens en quedar segon del seu grup, tot just darrere del Makedonikos BC grec, i per davant de quatre equips més. A vuitens va quedar eliminat davant el Pamesa.
Lliga ACB i play-offs
A la Lliga ACB finalitza la fase regular en la setena posició de 18 equips participants, classificant-se per disputar els play-offs pel títol. En 34 partits disputats de la fase regular va obtenir un bagatge de 20 victòries i 14 derrotes, amb 2.840 punts a favor i 2.719 en contra (+121). En els play-offs pel títol el DKV va quedar eliminat en quarts de final a mans del Reial Madrid (3-1), qui acabaria enduent-se la competició.

## Plantilla
La plantilla del Joventut aquesta temporada va ser la següent:
| Club Joventut Badalona: plantilla 2004-05 |                    |            |      |
| #                                         | Jugador            | Pos.       | A.   |
| 4                                         | Venson Hamilton    | Pivot      | 2.05 |
| 5                                         | Rudy Fernández     | Aler       | 1.96 |
| 6                                         | Carles Marco       | Base       | 1.80 |
| 9                                         | Paco Vázquez       | Escorta    | 1.90 |
| 15                                        | Álex Mumbrú        | Aler       | 2.02 |
| 21                                        | Jesse Young        | Pivot      | 2.07 |
| 23                                        | Jamie Arnold       | Aler pivot | 2.03 |
| 32                                        | Milan Gurovic      | Aler       | 2.07 |
| 44                                        | Marcelinho Huertas | Base       | 1.91 |
| 45                                        | Sean Lester Rooks  | Pivot      | 2.08 |

| Club Joventut Badalona: staff 2004-05 |                      |
| Nom                                   | Funció               |
| Aíto García Reneses                   | Entrenador           |
| Joan Plaza                            | Entrenador assistent |
| Carles Duran                          | Entrenador assistent |

| Jugadors del planter amb minuts al 1r equip |              |            |      |              |
| #                                           | Jugador      | Pos.       | A.   | Participació |
| 16                                          | Dimitri Flis | Aler pivot | 2.03 | 8 partits    |
| 55                                          | Marc Rubio   | Escorta    | 1.88 | 5 partits    |

### Baixes
| Baixes a l'inici de temporada |            |
| Jugador                       | Pos.       |
| Nikola Radulovic              | Aler       |
| Souley Drame                  | Aler       |
| Josep Maria Guzmán            | Base       |
| Alfons Alzamora               | Pivot      |
| Zan Tabak                     | Pivot      |
| Alain Digbeu                  | Aler       |
| Kaniel Dickens                | Aler pivot |
| Stephane Dumas                | Base       |

| Baixes durant la temporada |       |
| Jugador                    | Pos.  |
| Brent Scott                | Pivot |
| Martin Cattalini           | Aler  |